# Ličko Lešće
Ličko Lešće je naseljeno mjesto sastavu grada Otočca u Hrvatskoj, u Ličko-senjskoj županiji.

## Zemljopis
Ličko Lešće je planinsko naselje i pripada Gradu Otočcu, smjestilo na lijevoj strani rijeke Gacke, na cesti od Otočca prema Perušiću, a kroz njega prolazi i željeznička pruga, te prometnica D 52.U samom mjestu djeluju tri udruge, te osnova škola Zrinskih i Frankopana. Hrvatski centar za autohtone vrste riba i rakova krških voda

## Povijest
Lešće je naseljeno u rimsko i starohrvatsko doba. Iz Rimskog razdoblja potječu dvije vapnenačke baze s tekstovima ispisanim u čast carevima Augustu i Trajanu.
U Lešću u Pećini izvire bistri i čisti potok Kostelka (Tepli potok).
U središtu je mjesta barokna Crkva Majke Božje od sv. krunice (u narodu poznate kao sv. Lozarija) iz 1700 godine, a obnovljene 1786 godine.

## Poznate osobe
- Mato Čop - inženjer graditeljstva, dugogodišnji direktor "Industrogradnje" Zagreb
- Delko Bogdanić - ustaški časnik

## Stanovništvo
| broj stanovnika | 1564  | 1742  | 1697  | 1826  | 1909  | 1907  | 1982  | 1932  | 1817  | 1678  | 1488  | 1364  | 1197  | 1211  | 891   | 709   | 571   |
|                 | 1857. | 1869. | 1880. | 1890. | 1900. | 1910. | 1921. | 1931. | 1948. | 1953. | 1961. | 1971. | 1981. | 1991. | 2001. | 2011. | 2021. |

## Kultura
- KUU Ličko Lešće (od 1980.)[4]
- Glazbeni sastav Narodni dar